# Bases Loaded II: Second Season
Bases Loaded II: Second Season is een videospel voor de Nintendo Entertainment System. Het spel werd uitgebracht in 1990. 